# Plantarum Minus Cognitarum Pugillus
Plantarum Minus Cognitarum Pugillus (abreviado Pl. Min. Cogn. Pug.) es un libro con ilustraciones y descripciones botánicas que fue escrito por el botánico y médico alemán Curt Polycarp Joachim Sprengel y publicado en 2 volúmenes en los años 1813 a 1815.